# ناتاشا نیکوویچ
ناتاشا نیکوویچ (سیریلیک صربی: Наташа Нинковић؛ زادهٔ ۲۲ ژوئیهٔ ۱۹۷۲) بازیگر اهل بوسنی و هرزگوین است. وی از سال ۱۹۸۹ میلادی تاکنون مشغول فعالیت بوده‌است.
از فیلم‌هایی که وی در آن‌ها نقش داشته‌است، می‌توان به نجات‌دهنده اشاره نمود.